# La herencia (novela)
La herencia (Sycamore Row) es una novela de John Grisham. Es una secuela directa a su primera novela, Tiempo de matar, y de nuevo tiene a Jake Brigance como protagonista. Fue publicada el 22 de octubre de 2013. La novela se mantuvo en el primer lugar en la lista de superventas de Estados Unidos.

## Argumento
De acuerdo a USA Today, "Jake Brigance regresa al juzgado en un 'enfrentamiento dramático, cuando el condado de Ford se enfrenta nuevamente a su atormentada historia'".
Ambientada en el pueblo ficticio de Clanton, Mississippi tres años después de los eventos sensacionales del caso de Carl Lee Hailey (Tiempo de matar), un empleado de Seth Hubbard recibe la orden de encontrarse con su jefe en un sitio junto a un árbol de sicómoro americano a las 2PM un domingo. El empleado se encuentra con que Hubbard se ahorcó colgado del árbol porque su cáncer de pulmón terminal se había vuelto demasiado doloroso. Junto al cuerpo se encontraban instrucciones muy específicas respecto al funeral y el entierro.
Jake Brigance, quien fue antes el abogado de Carl Lee, perdió a su secretaria, su casa y su perro debido a las acciones del Ku Klux Klan, que trató de intimidarlo durante el juicio de Hailey. Brigance se encuentra atado en un litigio con su propia compañía aseguradora luego de que su casa fuera incendiada y casi no tiene dinero. Luego recibe una carta de Seth Hubbard, conteniendo un nuevo testamento holográfico en el cual renuncia a un testamento que había producido el año anterior y en el cual dejaba todos sus bienes a sus dos hijos y a sus nietos. En este nuevo testamento, Hubbard estipula que sus hijos no recibirán nada, que un 5% será entregado a su iglesia y que otro 5% queda para su hermano. El 90% restante se lo deja a su empleada negra, Letitia (Lettie) Lang. También se instruye que el testamento no debe ser publicado hasta después del funeral de Seth, para que sus hijos, quienes raramente lo visitaban durante su batalla contra el cáncer, actuaran estar dolidos sin saber que al final no recibirán nada.
Hubbard hace notar que sus hijos seguramente irán contra el nuevo testamento porque son codiciosos, y que Brigance debe hacer todo lo que sea necesario para asegurar que su nuevo testamento holográfico sea el que se cumpla. Dice que eligió a Jake por el admirable trabajo que hizo en el caso Hailey. Luego de una dura y peleada batalla en el juzgado que sufre varios giros y vueltas, el juicio parece perdido para Brigance y Lang hasta que un testimonio sensasionalista dado por Ancil, el hermano de Seth Hubbard, explica por qué Habbard dejó el dinero a su empleada y la importancia del árbol de sicómoro americano del cual Hubbard se colgó.